# Legawiec

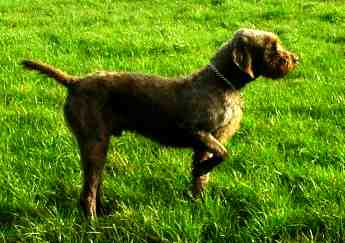
Pudelpointer to legawiec licznie hodowany tylko w Niemczech.

Legawce – typ psów myśliwskich wystawiających zwierzynę na polowaniu przy wykorzystaniu "górnego wiatru".
Psy tego typu istniały już w średniowieczu i miały za zadanie podejść do zwierzyny i nie spłoszyć jej. Kiedy wytropiły ofiarę przylegały do ziemi (stąd nazwa) i czekały na nadejście myśliwego. Stosowanie takich psów na polowaniu wynikało z konieczności używania broni, wymagającej bliskiego podejścia do zwierzyny łownej (np. sieci). Dopiero później, gdy zaczęto w polowaniach wykorzystywać broń palną powstała potrzeba, aby pies także aportował zwierzynę. 
Współczesne legawce zaznaczają zwietrzenie zwierzyny raczej poprzez stójkę niż poprzez przyleganie do ziemi.
Do legawców zalicza się: wyżły, pointery i setery, oraz niektóre spaniele.

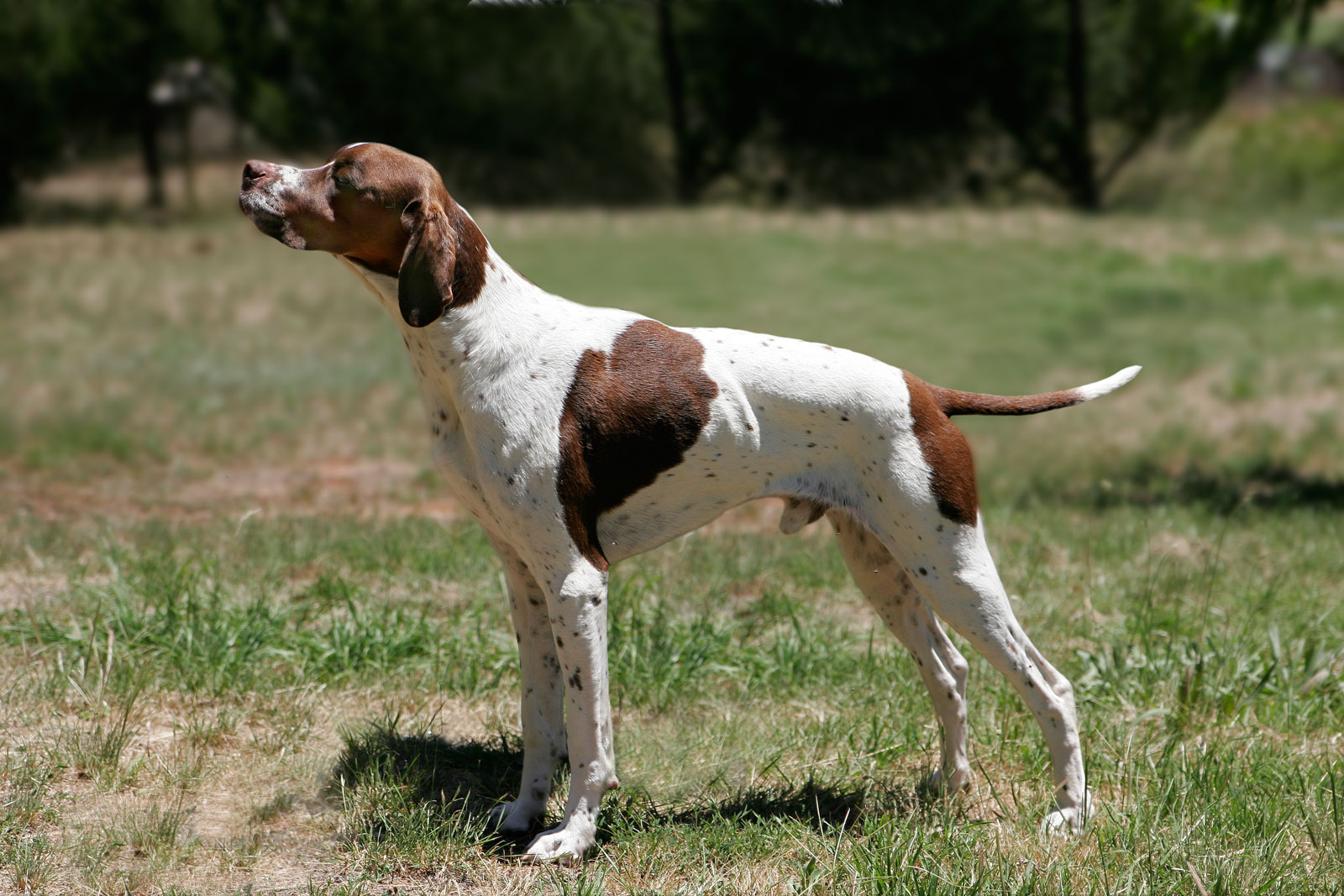
Angielski pointer
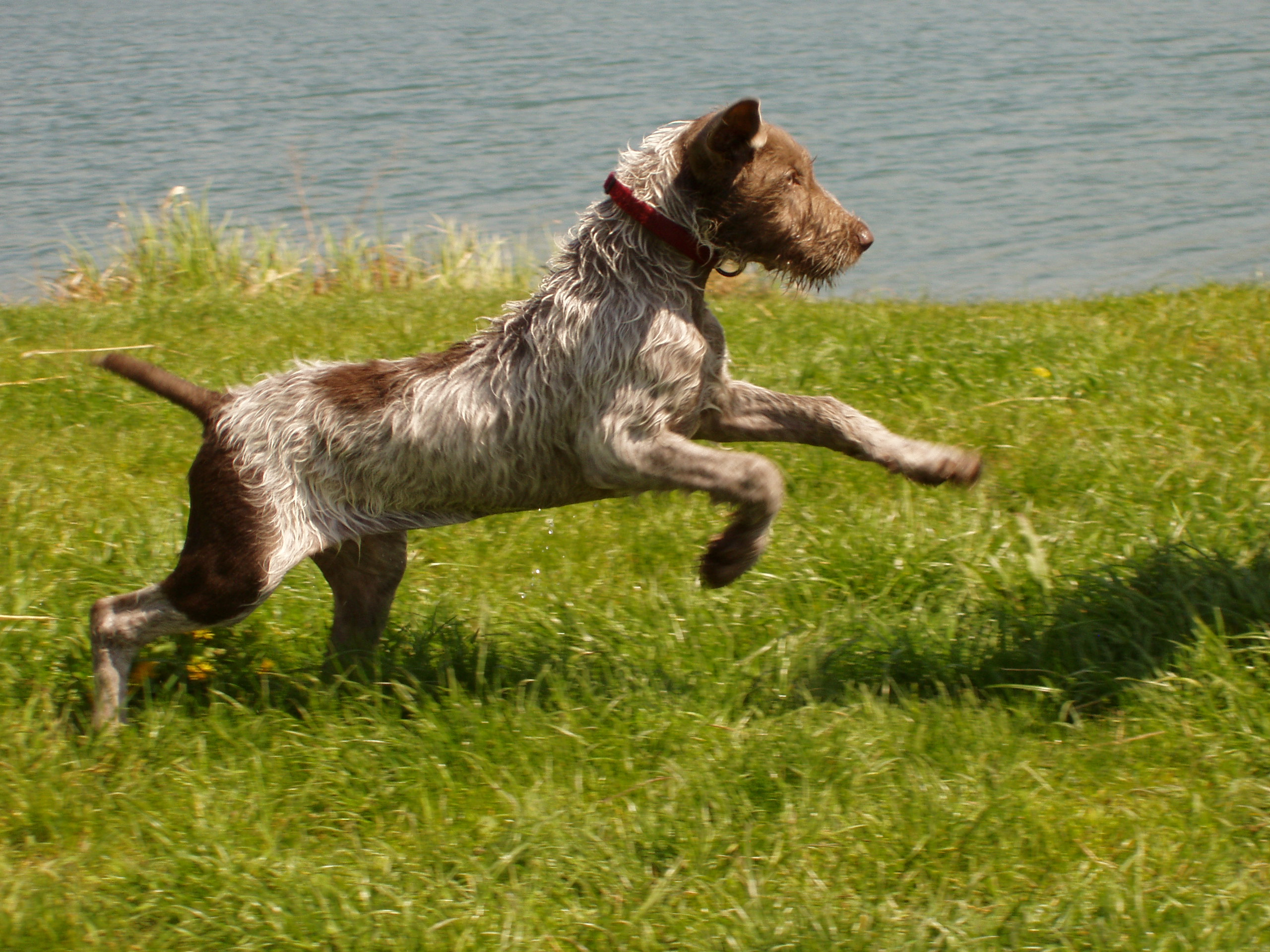
Wyżeł słowacki szorstkowłosy
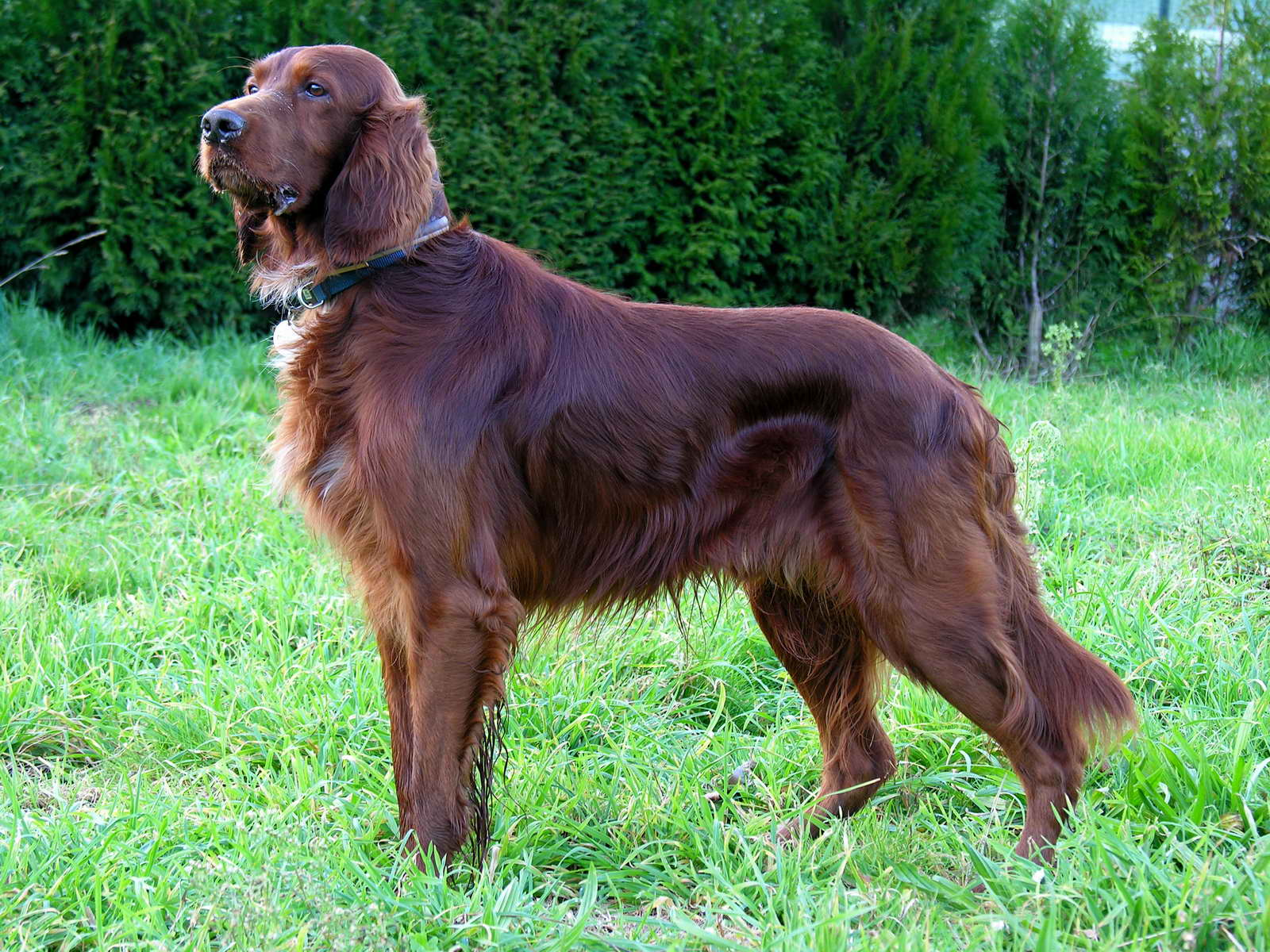
Seter irlandzki czerwony